# Artéria esplênica
A artéria esplênica (português brasileiro) ou esplénica (português europeu) ou lienal origina-se no tronco celíaco e segue um trajeto sinuoso, posterior à bolsa omental. Vasculariza o baço, mas também dá ramos para o pâncreas (artéria pancreática dorsal, artéria pancreática magna e artéria da cauda do pâncreas) e para o fundo do estômago (artérias gástricas curtas e artéria gástrica-omental esquerda).

## Veia
Ao longo de sua trajetória, é acompanhada por uma veia com mesmo nome, a veia esplênica, que drena para a veia porta.

## Patologias
Os aneurismas da artéria esplênica são raros, mas ainda são o terceiro aneurisma abdominal mais comum (depois dos aneurismas da aorta abdominal e das artérias ilíacas).